# 格林伍德 (印第安納州)
格林伍德（英語：Greenwood）是一個位於美國印第安納州約翰遜縣的城鎮。

## 人口
根據2010年美國人口普查的數據，格林伍德的面積為72.28平方千米，均為陸地。當地共有人口49791人，而人口密度為每平方千米689人。